# Bedilan (Gresik)
Bedilan is een bestuurslaag in het regentschap Gresik van de provincie Oost-Java, Indonesië. Bedilan telt 3184 inwoners (volkstelling 2010).